# Ruse (província)
Ruse (búlgaro: Русе) é um distrito da Bulgária. Sua capital é a cidade de Ruse.

## Municípios
| Nome       | População (censo 2001) |
| ---------- | ---------------------- |
| Borovo     | 7.905                  |
| Byala      | 17.004                 |
| Vetovo     | 18.774                 |
| Dve Mogili | 12.116                 |
| Ivanovo    | 11.092                 |
| Ruse       | 178.435                |
| Slivo Pole | 12.912                 |
| Tsenovo    | 7.975                  |